# مجزرة مواصي خانيونس (4 ديسمبر 2024)
في الرابع من ديسمبر 2024، نفذت القوات الإسرائيلية غارتين جويتين متتاليتين على منطقة المواصي، وهي منطقة يدعي الجيش الإسرائيلي أنها مخصصة للإخلاء والمساعدات الإنسانية في محافظة خان يونس، جنوب غزة، والتي تعرضت للقصف عدة مرات خلال الحرب في غزة. وأسفرت الانفجارات والنيران الناتجة عنها والتي اجتاحت العديد من ملاجئ اللاجئين عن سقوط العديد من الضحايا المدنيين، وأضرار جسيمة في أماكن إقامة اللاجئين.

## المجزرة
يوم 4 ديسمبر 2024، نفذ سلاح الجو الإسرائيلي غارتين متتاليتين على المواصي، بدأتا قبل الساعة 19:20 بتوقيت المحيط الهادئ، وأشعلت الهجمات النار في العديد من الخيام المؤقتة التي تؤوي المدنيين النازحين، مما دفع طواقم الدفاع المدني الفلسطيني إلى الاستجابة الفورية، حيث حاولت السيطرة على الحرائق أثناء إجراء عمليات الإنقاذ. وكان العديد من المدنيين النازحين لا يزالون في خيامهم عندما بدأت النيران الناتجة في الانتشار.

## التأثير وتحقيق
وفي 5 ديسمبر، قال المرصد الأورومتوسطي لحقوق الإنسان ان إسرائيل تعمدت إيقاع الأذى بصفوف المدنيين، وأوضح المرصد أن جيش الاحتلال أنذر نازحين في منطقة مواصي خانيونس بإخلاء جزء من المنطقة المستهدفة، وفي أثناء عملية الإخلاء أطلق الطيران المروحي للاحتلال صاروخًا تجاه النازحين، وأصاب خيامهم بشكل مباشر، ما أدى إلى احتراقهم بداخلها.